# Deshalji II
Deshalji II (Bhuj, 1814 – Bhuj, 1860) è stato un principe indiano.
È stato Maharao di Cutch dal 1819 al 1860.

## Biografia
Deshalji II salì al trono di Cutch dopo la deposizione di suo padre, Bharmalji II, ad opera degli inglesi. Durante la sua minore età regnò sotto un consiglio di reggenza guidato dal capitano inglese MacMurdo e composto da capi della tribù Jadeja.
Durante il suo regno lo stato di Cutch affrontò un terremoto nel 1819, al quale seguirono diverse pesanti carestie nel 1823, 1825 e 1832. Il territorio di Cutch venne quindi attaccato da alcune bande di briganti provenienti dal Sindh. Deshalji ed il suo diwan Devkaran riuscirono, pur con scarso supporto, a sconfiggere i nemici dello stato. Nel 1834, al raggiungimento della maggiore età prevista, poté e iniziare a governare autonomamente.
Deshalji, sebbene poco più che diciottenne, prese a cuore la riforma della legge dello stato. Implementò i commerci con l'estero, in particolare con l'isola di Zanzibar, in Africa, iniziando anche un accenno di industrializzazione nel paese. Deshalji II si impegnò anche contro le pratiche dell'infanticidio e del sati, e avversò la tratta degli schiavi. L'educazione nazionale migliorò significativamente.
Ebbe otto mogli e diversi figli, dei quali Pragmalji venne dichiarato principe ereditario e divenne il suo successore alla sua morte. Una delle sue mogli fu responsabile dell'erezione degli attuali templi di Narayan Sarovar.
La salute di Deshalji II iniziò a peggiorare nel 1859 e passò quindi gradualmente i propri poteri al figlio. Morì nel 1860.